# Charles Henry Stanley
Pour les articles homonymes, voir Charles Stanley.
Charles Henry Stanley (né en septembre 1819 à Brighton, Angleterre ; mort le 6 octobre 1901 à New York) était un maître du jeu d'échecs américain d'origine britannique et le premier champion officiel des États-Unis.

## Biographie
En Angleterre déjà Stanley était un jour d'échecs passionné. En 1839 il battit Howard Staunton dans une partie à handicap à Londres 3,5:2,5 (+3, -2, =1). Stanley quitta l'Angleterre pour les États-Unis en 1842 et s'installa à New York où il travaillait au consulat britannique. Il popularisa le jeu d'échecs dans le Nouveau Monde de différentes façons. Il tint la première chronique échiquéenne du journal The Spirit of the Times (1845-1848), dans lequel il publia les premiers problèmes d'échecs parus aux E.U. En 1846 il édita le premier magazine américain consacré aux échecs, le American Chess Magazine, lequel dut cependant fermer un an plus tard pour raisons économiques. Il publia la même année 31 Games of Chess, le premier livre américain consacré aux parties d'échecs. Il organisa en 1855 le premier tournoi mondial de composition échiquéenne.
En 1845, Stanley joua à La Nouvelle-Orléans un match contre Eugène Rousseau dans le cadre du premier championnat des États-Unis. Stanley gagna après 31 parties sur le score de 19:12 (+15, -8, =8) et devint le premier champion officiel des États-Unis. Parmi les spectateurs du championnat se trouvait Paul Morphy, alors âgé de 8 ans, et dont l'oncle était l'assistant de   Rousseau. Paul Morphy succéda à Stanley en 1857 après sa victoire 1 à 4 au premier congrès des États-Unis. Morphy offrit son prix à sa femme. Ses livres The Chess Player's Instructor et Morphy’s Match Games parurent en 1859. Stanley retourna en Angleterre en 1860 où il finit deuxième derrière Ignác Kolisch au troisième British Chess Congress tenu à Cambridge cette même année. Il gagna un tournoi à Leeds en 1861. De 1860 à 1862 il tenait la rubrique des échecs dans le Manchester Express et le Guardian. Il revint aux États-Unis où il gagna en 1868 contre George Henry Mackenzie dans une compétition à New York.
Stanley souffrait d’alcoolisme et passa les vingt dernières années de sa vie dans différents hôpitaux.